# Compatibilismo
O compatibilismo é a crença de que não há verdadeiramente conflito entre determinismo e livre-arbítrio e que, na verdade, são ideias compatíveis.
O compatibilismo foi defendido por alguns filósofos antigos e talvez também por Aristóteles[carece de fontes?], segundo alguns investigadores, mas popularizou-se durante o século XVII. Filósofos influentes da idade moderna como Thomas Hobbes, John Locke, David Hume, Arthur Schopenhauer e John Stuart Mill foram compatibilistas. Encaravam o compatibilismo como a via de reconciliação entre a experiência vulgar da liberdade e a visão científica do universo e dos seres humanos. O compatibilismo continua popular entre os filósofos e cientistas actuais por razões parecidas. Se os compatibilistas estão certos, podemos ser livres e determinados, e não precisamos de nos preocupar com a possibilidade de a ciência futura vir a destruir a nossa convicção comum de que somos agentes livres e responsáveis.
Um argumento a favor do Compatibilismo é o do Princípio das Possibilidades Alternativas de Peter Van Inwagen, segundo este principio ainda que as ações sejam causadas pelas crenças e desejos, que por sua vez, são consequência de acontecimentos anteriores e das leis da Natureza, podemos agir de maneira diferente daquela que agimos porque temos diferentes possibilidades de ação e a nossa escolha vai depender da nossa ação.
Por outro lado, salienta-se também o Princípio da Responsabilidade última.

## Ligações
Determinismo, liberdade e responsabilidade moral (wikilivro)